# Alnetoidia orientalis
Alnetoidia orientalis är en insektsart som beskrevs av Irena Dworakowska 1979. Alnetoidia orientalis ingår i släktet Alnetoidia och familjen dvärgstritar. Inga underarter finns listade i Catalogue of Life.